# Mariano Soriano Fuertes
Mariano Soriano Fuertes (Murcia, 28 de marzo de 1817 - Madrid, 26 de marzo de 1880), Mariano de los Dolores Soriano Piqueras según el registro civil, fue un compositor de zarzuelas, profesor y musicólogo español.

## Biografía
En un primer momento siguió la carrera militar, pero la abandonó para dedicarse por completo a la música. En el año 1842 fundó junto a Joaquín Espín y Guillén la revista La Iberia Musical y Literaria (1842-1846), primera publicación periódica española dedicada al arte musical. El mismo año compuso y estrenó con éxito una de las primeras zarzuelas modernas: Jeroma la Castañera. Casi simultáneamente estrenó dos zarzuelas más: El ventorrillo de Alfarache y La feria de Santiponce.
En Madrid fue profesor del Instituto Español, para los alumnos del cual publicó en 1843 un Método breve de solfeo. De 1844 a 1852 se traslada a Andalucía. Primero va a Córdoba, donde fue director de música del Liceo de Córdoba (tal vez no se trate del Real Círculo de la Amistad, Liceo Artístico y Literario de Córdoba pues este último no fue fundado hasta 1854). En Sevilla ocupó el cargo de director del Teatro de San Fernando. Su última estancia andaluza la hizo en Cádiz, donde dirigió dos teatros y compuso otra de sus zarzuelas más celebradas, El tío Caniyitas. Esta obra, que contiene elementos folclóricos andaluces, fue estrenada en Sevilla en 1849.
En 1852 fue nombrado director musical del Gran Teatro del Liceo de Barcelona, donde residió una larga temporada y realizó varios estudios musicológicos que, a pesar de contener numerosos errores, dieron lugar a varias publicaciones pioneras en su género, destacando en especial su Historia de la música española desde la venida de los fenicios hasta el año de 1850, en cuatro volúmenes (1855-1859), considerado por el propio autor como el primer libro publicado sobre la historia de la música en España, que incluye también partituras impresas.
 También en Barcelona dirigió durante cuatro años la revista Gaceta Musical Barcelonesa.
Los últimos años de su vida transcurrieron en Madrid, donde fue profesor del Conservatorio y ocupó diversos cargos políticos. Murió el 26 de marzo de 1880, siendo concejal y teniente de alcalde del Ayuntamiento de Madrid.
Se le considera uno de los restauradores de la moderna zarzuela, un pionero de la musicología en España y uno de los primeros estudiosos y propagandistas del folklore español. Fue corresponsal de la Real Academia Española de Arqueología y Geografía del Príncipe Alfonso, caballero de la Orden de San Juan de Jerusalén, de la de Carlos III, de la del Santo Sepulcro, condecorado con la Medalla de oro del Instituto Español, socio de las Reales Sociedades de Amigos del País de Valencia y Murcia, de las de Ciencias, Letras y Artes de Dunkerque, de la de Santa Cecilia en Roma, honorario de la Filarmónica de Florencia, Arcade de Roma bajo el nombre de Heráclito de Rodopeo, Quírite romano y miembro de varias sociedades artísticas y literarias.

## Obras (lista no exhaustiva)

### Obras musicales
- Jeroma la Castañera. Tonadilla andaluza en un acto con libreto de Mariano Fernández, 1842.
- El ventorrillo de Alfarache con libreto de Francisco de Paula Montemar, 1842.
- La feria de Santiponce  con libreto de Francisco de Paula Montemar, 1842.
- La venta del puerto en colaboración con Cristóbal Oudrid, 1847.
- El tío Caniyitas o El mundo nuevo de Cádiz , ópera cómica en dos actos según libreto de J. Sanz Pérez, 1849.
- La fábrica de tabacos de Sevilla, 1850.
- La sombras corpóreas o misterios de un barón. Zarzuela en un acto (género chico). 1871.

### Música de cámara
- El turrón de Jijona (voz y piano).
- El cangrejero (voz y y piano).
- El pavero (voz y piano).
- La castañera (voz y piano).
- La pepa (voz y piano). http://bdh-rd.bne.es/viewer.vm?id=0000157670&page=1

### Canciones con piano
- El tío pinini. El vito gaditano. http://bdh-rd.bne.es/viewer.vm?id=0000156858
- El tío pinini. Zapateado del puerto. http://bdh-rd.bne.es/viewer.vm?id=0000156093
- A los toros. http://bdh-rd.bne.es/viewer.vm?id=0000156117
- El barquero. http://bdh-rd.bne.es/viewer.vm?id=0000156094
- Mi gitana. http://bdh-rd.bne.es/viewer.vm?id=0000156121
- Recuerdos de Andalucía: álbum de canciones españolas con acompañamiento de piano. http://bdh-rd.bne.es/viewer.vm?id=0000156089

### Música para piano
- Placeres de un artista (valses para pianoforte) http://bdh-rd.bne.es/viewer.vm?id=0000057994
- Arnaldo (vals para piano). http://bdh-rd.bne.es/viewer.vm?id=0000093882

### Obras literarias
- Método breve de solfeo o nueva escuela de música, 1843.
- Historia de la música española desde la venida de los fenicios hasta el año de 1850, Madrid / Barcelona, 1855-1859, 4 vols. Existe edición facsímil moderna: Madrid: ICCMU, 2007.
- Música árabe-española y conexión de la música con la astronomía, medicina y arquitectura, Valencia: Librerías "París-Valencia", [2004]
- Cuatro palabras acerca de las personalidades que contiene la breve memoria histórica de España de don Hilarión Eslava, Barcelona, Narciso Ramírez, 1863.
- Memoria sobre las sociedades corales en España, Barcelona, Narciso Ramírez, 1865.
- Discurso inaugural para la apertura de la cátedra de música del Liceo Artístico y Literario de Córdoba.
- España artística é industrial en la Exposición Universal de 1867.
- Polémica sobre la misa llamada Scala aretina del Lcd. y Mtro. de capilla de la catedral de Barcelona, D. Francisco Valls, sostenida en España a principios del siglo XVIII por cuarenta y cinco maestros y organistas.

## Labor musicológica
Mariano Soriano Fuertes como musicólogo realizó diversas investigaciones y publicó varios escritos. Una de sus labores como musicólogo fue investigar la música árabe-española.
Por otra parte, intentó hacer una historia de la música española plasmada en su libro "Historia de la música española desde la Venida de los fenicios Hasta el año de 1850". Este hecho, impulsó a otros teóricos de la música (Hilarion Eslava,  Baltasar Saldoni, Francisco Asenjo Barbieri y José Inzenga) a llevar a cabo una investigación más exhaustiva sobre la historia de la música española. Los trabajos que realizó como historiador de la música española, se consideran pioneros en el campo de la musicología española a pesar de que no fueron los trabajos más exactos.

## Soriano Fuertes y el periodismo musical
Además de compositor, musicólogo y pedagogo musical, Soriano Fuertes estovo muy ligado al mundo de la prensa y crítica musical en la España del siglo XIX. se inició en el mundo del periodismo y la prensa creando La Iberia musical. Más adelante creará La Gaceta musical barcelonesa; El heraldo de las artes, de las letras y de los espectaculos. Por otra parte, fundó un periódico en Córdoba El liceo artístico y literario.